# Silver Moon
Silver Moon er Donkeyboys andet album, der udkom 2. marts 2012.

## Numre
- "Silver Moon"
- "City Boy" (Første single)
- "Drive"
- "Get Up"
- "Out of Control"
- "No More Movies"
- "Pull of the Eye" (Anden single)
- "On Fire"
- "All Up to You"
- "Darkest Night"
- "We Can Be Friends"
- "Stay"